# Piet van Staveren
Piet van Staveren (Rotterdam, 9 juni 1925 - Assen, 30 augustus 2019) was een Nederlandse communist die tijdens de Indonesische Onafhankelijkheidsoorlog overliep en daarvoor tot zeven jaar gevangenis veroordeeld werd.

## Biografie
De Rotterdammer Piet van Staveren verzette zich in 1946 als dienstplichtige tegen de uitzending naar Nederlands-Indië, maar belandde in 1947 toch in de republikeinse troepen in Yogyakarta. 
In de nacht van 13 op 14 juni 1947 liep hij over naar de republiek Indonesië. Piet van Staveren veranderde zijn naam in Pitojo Koesoemo Widjojo en deed op radio-uitzendingen een beroep op Nederlandse soldaten om hun wapens neer te leggen. Hij werd 28 september 1949 te Solo gearresteerd door Hatta's regering omdat hij een communist was en vervolgens uitgeleverd aan Nederland. Daar veroordeelde de krijgsraad te velde hem tot zeven jaar gevangenis. Van Staveren bleef tot 1955 in de gevangenis. 
De CPN voerde zonder succes actie voor zijn vrijlating en zette hem op een verkiesbare plaats voor de tweede Kamerverkiezingen van 1952. De CPN stelde echter geen prijs op voorkeursstemmen. Van Staveren werd wel gekozen maar was niet verkiesbaar, niet alleen omdat hij in de gevangenis zat, maar ook omdat hij de toen vereiste minimumleeftijd van dertig jaar niet bereikt had. 
In 1954 kwam van Staveren vrij, waarna hij verschillende functies bij de CPN vervulde. Zo kwam hij in het bestuur van de ANJV en werd hij In 1979 benoemd in de Indonesië-commissie van de CPN. Hij werd door de CPN echter nooit kandidaat gesteld voor een vertegenwoordigende functie.
- Correspondentie met familie en vrienden, die kort voor zijn vertrek op 28 december 1946 begon, ligt tegenwoordig in het Internationaal Instituut voor Sociale Geschiedenis.
- 'Wij komen als vrienden', documentaire (1984) van Marion Bloem en Ivan Wolffers